# Mikiel Anton Vassalli
Mikiel Anton Vassalli, né le 5 mars 1764 à Żebbuġ et mort le 12 janvier 1829 à La Valette est un patriote maltais, écrivain, linguiste et professeur. il est qualifié de « père de la langue maltaise ».

## Biographie
Mikiel Anton est né le 3 mai 1764, de Gabriel Vassallo et Katrin Magro, mais son bulletin de baptême le nomme Vassalli, et c'est ce nom qui reste pour l'histoire. Très jeune, il perd son père, âgé de 32 ans, et sa mère se remarie, quatre ans plus tard, en 1770, à Gejtan Mifsud, un agriculteur, lui aussi de Żebbuġ. Croyant, il reçoit la confirmation le 8 mai 1774 de l'évêque Pellerano lors de sa visite pastorale à Żebbuġ. Avec l'appui de son mentor Mikiel Apap, il fait de sérieuses études au séminaire à La Valette, et, obtient le prix de langue arabe en 1785. Avant de prononcer ses vœux, il est envoyé, en juillet 1785, à l'université de Rome « La Sapienza », pour poursuivre ses études en italien, latin et langue orientale. Il y enseignera, à partir de 1790, l'arabe. C'est aussi pendant son séjour à Rome que seront publiés ses deux premiers livres.
Lors de son deuxième exil, en France, il rencontre  Catherine de Formosa Fremeaux, une Française, avec laquelle il se marie en 1813. Trois enfants naîtront de ce mariage.
De retour à Malte, il y vivra chichement, malgré la chaire de maltais et de langue sémitique qui lui est confiée. Il tombe malade en 1828 et meurt le 12 janvier 1829. Enterré en terre catholique, l'église ne veut pas de son corps : les vœux qu'il aurait prononcés lors de ses études à La Valette ne permettant pas son mariage. Sa dépouille est finalement transférée au cimetière protestant de Ġien il-Mistrieħ (Msida Bastion Garden of Rest, cimetière du bastion de Msida) où il est inhumé au frais de son protecteur John Hookham Frere. Sa femme, décédée en 1851, est enterrée à ses côtés,.

## Patriote
Il se familiarise à Rome avec les idées progressistes des lumières, et, de retour à Malte en 1797, il met ses idéaux en œuvre en demandant l'arrêt des corso contre les musulmans, l'ouverture des ports de Malte au commerce avec tous les pays, et l'accession des maltais aux distinctions de l'ordre de Saint-Jean de Jérusalem. Devant l'ignorance de ses demandes, il s'élève, avec entre autres des chevaliers de Malte progressistes, contre l'élection du grand-maître de l'ordre de Saint-Jean de Jérusalem Ferdinand von Hompesch zu Bolheim. Le complot est dévoilé le 11 mai 1797, et Vassalli est arrêté. Jugé le 12 juin, comme meneur, certainement plus pour éviter de désigner des chevaliers de l'Ordre, il est incarcéré au fort Ricasoli. Libéré, il est mis dans un bateau grec à destination de Salerne, d'où il partira à Rome pour son premier exil.
Il rentre à Malte une fois les Français maître de l'île. Enthousiaste de la Révolution, il est nommé officier de la garde nationale. Lors du siège, mourant de faim, il est de nouveau arrêté le 28 août 1799, cette fois-ci, par des troupes maltaises révoltées. Tombé malade, il est enchainé à son lit à l'hôpital dominicain de Ir-Rabat (Gozo). Au départ des Français, il est condamné par les forces britanniques occupantes et exilé à vie de Malte, le 16 septembre 1800, 11 jours après la reddition française. Il embarque le 15 janvier 1801 sur le brigantin Saint-Nicolas, à destination de Tunis d'où il continue son voyage sur la France.
Il se spécialise alors dans la culture du coton dans le sud est de la France. Il y encontre Catherine de Formosa Fremeaux, une Française, avec laquelle il se marie en 1813. Ils vivent à Marseille. On a retrouvé dans les archives du Gard une lettre datée du 24 mars 1810 de la « Direction des cotonnières », adressée au Préfet, pour lui faire parvenir des instructions à l'intention des cultivateurs du Gard, afin que ceux-ci réussissent la culture du coton. Dans cette lettre, il se présente comme : « Michel-Antoine Vassalli, agent du gouvernement pour la culture du coton et professeur de langues orientales ».

## Linguiste

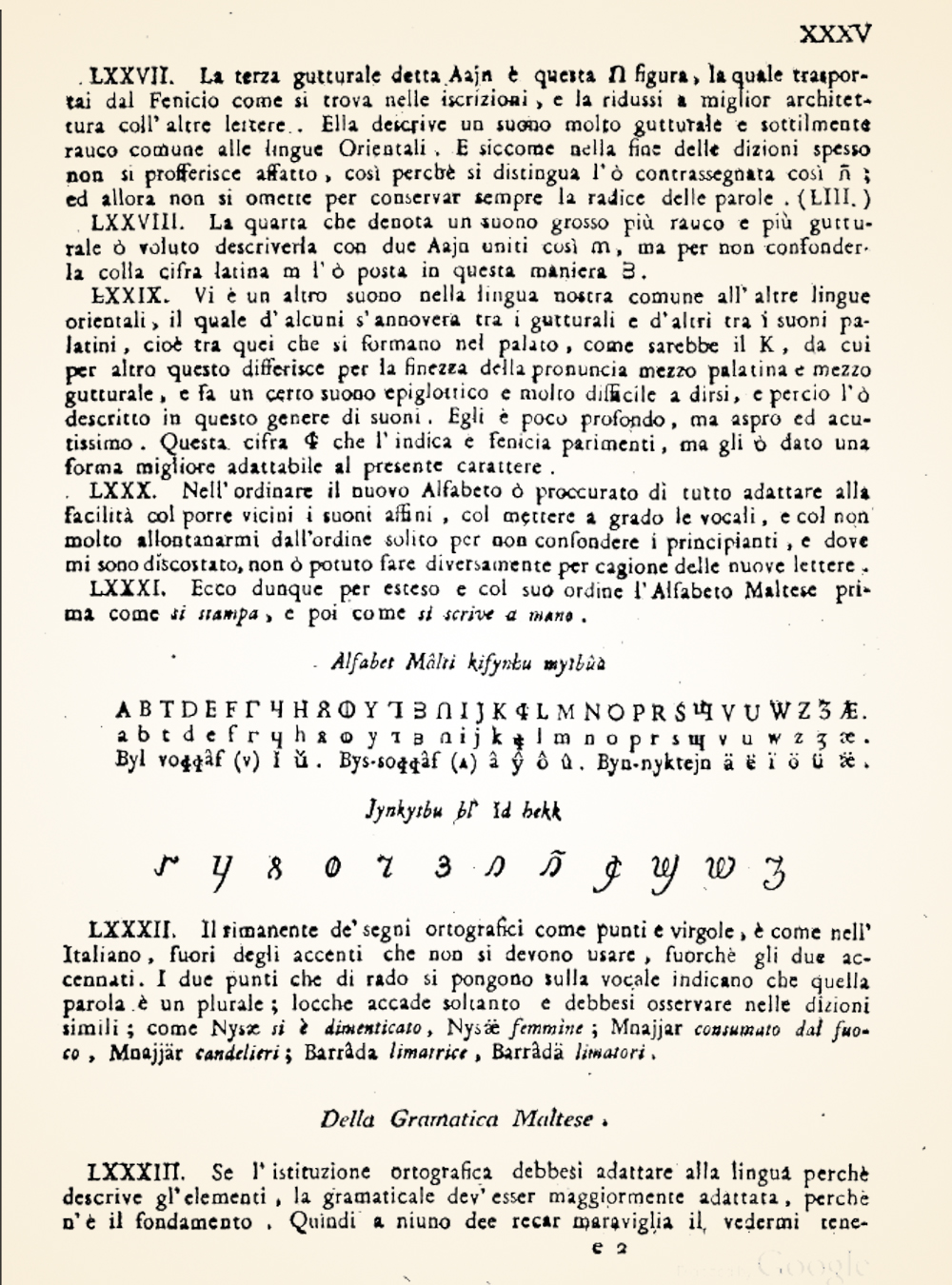
Troisième alphabet de Mikiel Anton Vassalli tiré de l'édition originale de 1796 du Lexicon.

Après des études de langue orientale à l'université de Rome, il s'intéresse de façon  scientifique au parler du petit peuple de Malte et principalement à celui de Żebbuġ, sa ville natale, qu’il estime être le maltais le plus pur. En effet, il considère que l’écriture du maltais doit refléter le plus précisément possible le parler populaire. En 1788, Vassalli publie dans Alfabeto Maltese (Alphabet maltais) son premier alphabet connu qui n’est encore qu’une transcription avec un alphabet latin augmenté de dix signes pour transcrire dix phonèmes qu’il a identifiés comme différents des sonorités italiennes.
Pendant son exil à Rome, il publie en 1790 Alfabett Malti Mfisser bil-Malti u bit-Taljan (Alphabet maltais défini avec le maltais et avec l’italien).  Il y complète l’alphabet latin avec dix lettres qui donnent au maltais une sonorité plus sémitique et qu’il emprunte au grec, au russe et à l’arabe, trois lettres sont de sa création (ⵖ, ⵄ, ʓ), en 1791 :
a, b, c, ɥ (pour ċ actuel), d, e, f, ɣ. (pour ġ), ɣ (pour g), ع  (pour għ), غ (pour gḥ), h, ⵖ (pour ħ), ⵄ (pour ḥ), i, у (pour ie court), ў (pour ie long), j, k, l, m, n, o, p, ¢ (pour q), r, s, t, u, v, w, ɰ (pour x), z, ʓ (pour ż).
En 1796, dans Lexikon (Lexique), il simplifie une première fois son alphabet en remplaçant les graphèmes arabes par d'autres signes et en introduisant un digramme æ pour transcrire le phonème « ie » long :
a, b, ɥ (pour ċ actuel), d, e, f, Г (pour ġ), ⴳ (pour g), h, ɸ (pour ħ), 7 (pour għ), 3 (pour gḥ), ∩ (pour kh), i,  y (pour ie court), æ (pour ie long), j, k, l, m, n, o, p, ¢ (pour q), r, s, t, u, v, w, ɰ (pour x), z, ʓ (pour ż).
Il travaille toujours à sa grammaire qu’il publie en 1827 et, pour rendre l’écriture du maltais plus accessible au peuple, il simplifie son alphabet, même s'il réintroduit deux lettres arabes, passant de 34 (deuxième) et 33 (troisième) à 27 lettres dans son quatrième alphabet :
a, b, c, d, e, f, ع (pour għ), غ (pour gḥ), ĥ (pour ħ), ɣ (pour ie), ie (pour ā), j, ẖ (pour kh), l, m, n, o, p, q, r, s, t, u, v, w, x, z.

## Professeur
Âgé de 56 ans, il est autorisé de rentrer de son exil en France. Le 19 juin 1820, il revient à Malte sur le brigantin anglais Saint-Francis, sa femme et leurs trois enfants le rejoignent par le même bateau le 2 octobre de la même année. Après son retour, démuni, il habite Pieta' et il donne des cours de français dans la bonne société maltaise.
Il obtiendra l'appui de John Hookham Frere, qui est président du Conseil de l'université de Malte. Comme à Rome, après ses études, il avait déjà enseigné l'arabe, Frere lui propose d'enseigner à l'université et lui fait obtenir la chaire de maltais et de langues sémitiques. Il inaugure cette chaire spécialement créée pour lui.  Mais le gouvernement colonial n'a pas vraiment de budget pour lui attribuer un salaire décent et son protecteur va lui verser quelques subsides.

## Écrivain
Les premiers écrits de Vassalli tels que  son alphabet, ses grammaires ou son dictionnaire relève de ses connaissances linguistiques, mais en s'intéressant au parler du petit peuple maltais, il recueille les aphorismes et/ou proverbes en maltais. Il voyait dans ces proverbes une forme de culture populaire qui justifiait, à ses yeux, que le maltais fût une langue écrite. Cela l'amène à publier un livre Motti, aforismi e proverbii maltesi (Motets, aphorismes et proverbes maltais) en 1828.
Vassalli obtient la chaire de maltais mais la rémunération est particulièrement faible. Il va trouver un soutien auprès de la Church Missionary Society, société missionnaire anglicane, qui lui confie la traduction en maltais du Nouveau Testament. Si le texte n'est publié que de façon posthume, ce travail, chichement mais régulièrement payé, lui a permis de compléter ses faibles ressources.
Enfin, les chercheurs bibliophiles ont trouvé d'autres productions littéraires de Vassalli qui sont citées dans sa bibliographie.

## Le Père de la langue maltaise

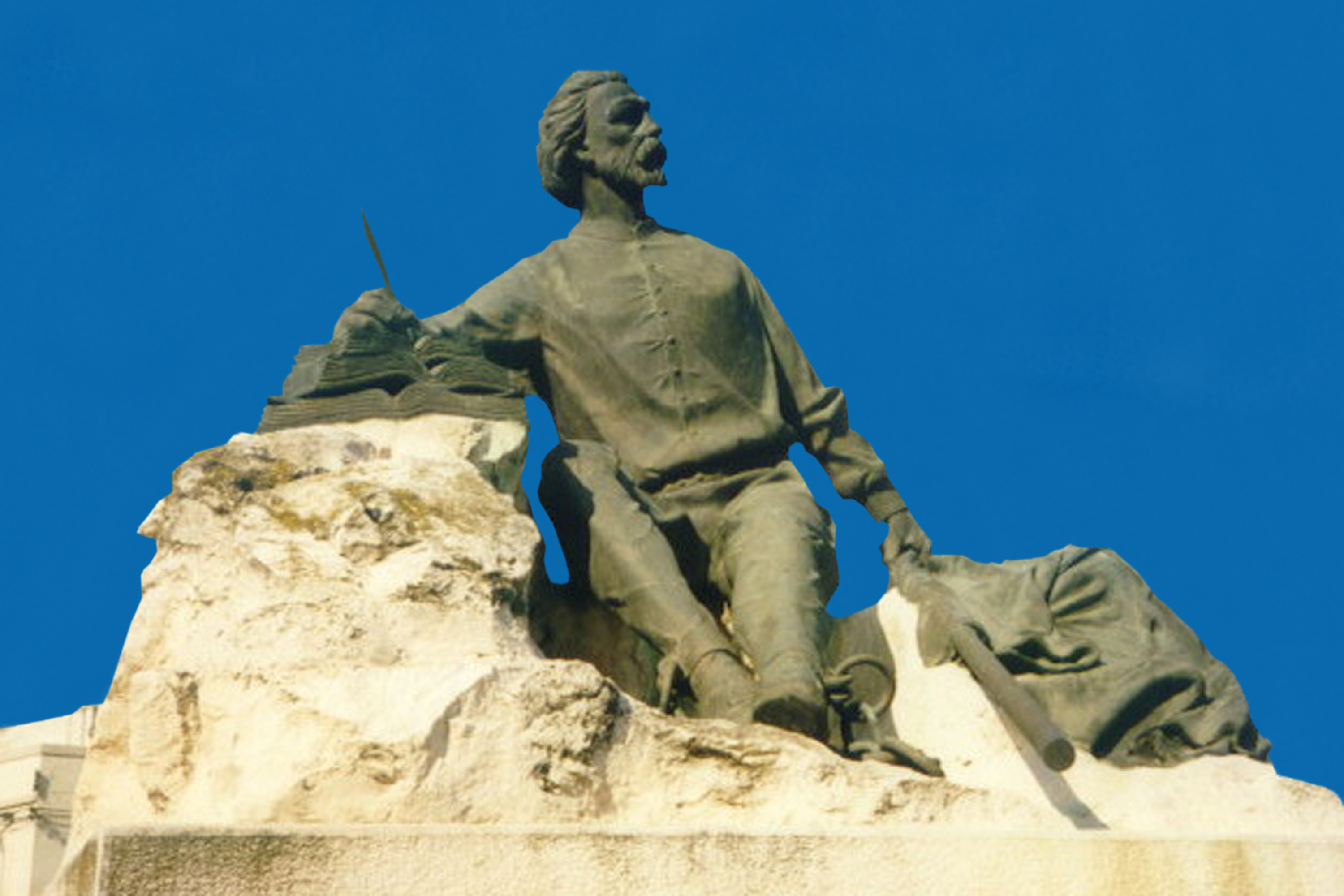
Statue de Mikiel Anton Vassalli à Żebbuġ, sa ville natale

La plaque sur sa tombe porte ce titre de Missier il-Lingwa Maltija - le père de la langue maltaise, mais elle est largement postérieure à sa mort et aujourd'hui plus personne ne sait qui le premier a décerné ce titre à Mikiel Anton Vassalli. Ce qui est certain, c'est que personne ne le conteste. La ville de Żebbuġ, sa ville natale, en inaugurant la statue représentant Vassali écrivant tout en étant enchainé, n'a pas oublié de le qualifier de Missier il-Lingwa Maltija. L'université de Malte, pour célébrer en 1992, le quatre-centième anniversaire de la création de l'université a sorti un double numéro spécial de sa publication scientifique Journal of Maltese Studies entièrement consacré à Mikiel Anton Vassalli, dans lequel Olivier Friggieri, président du comité de lecture, n'oubliait pas non plus de qualifier Vassalli, dans sa préface éditoriale, en page i, de Missier il-Lingwa Maltija. Plus près de nous, un troisième exemple nous est fourni par le numéro spécial de janvier 2009 de Pajjiżna (Notre pays - journal d'information du gouvernement) qui, présentant tous les symboles de la nation maltaise, n'oubliait toujours pas, en page 4, de qualifier Vassalli de Missier il-Lingwa Maltija en présentant le ciment de la nation, la langue maltaise. Avant tout cela le poète national maltais Dun Karm Psaila avait en son temps dédié un poème à Vassalli « (qui) parlait la langue de ta mère et de ma mère » - « tal-lsien li tkellmu bih ommok u ommi ».

## Œuvres de M.A. Vassalli
Bibliographie établie par Carmel G. Banavia
- 1790 - Alfabeto Maltese
- 1790 - Alfabet Malti Mfysser Byl-Malti u Byt-Taljan, Antonio Fulgoni, Rome
- 1791 - Mylsen Phoenico-Punicum sive Grammatica Melitensis,  Antonio Fulgoni, Rome
- 1793 - Tria monumenta lapidea sepulcrala Kufino-Aabica-Sicula,  Antonio Fulgoni, Rome
- 1796 - Kryb yl Klym Malti Mfisser Byl-Latin u Byt-Taljan sive Liber Dictionum Melitensium,  Antonio Fulgoni, Rome
- An VII (1798) - Recherches Historiques et Politiques sur Malte Par ***, C.F. Cramer, Paris (attribué à MAV, au moins pour partie)
- 1809 - Instruction abrégé sur la culture du coton, d'après les Expériences réitérées faites par Michel-Antoine Vassalli, agent du Gouvernement, Chargé de la dite culture, Salon, Bouches-du-Rhône
- 1827 - Grammatica della Lingua Maltese di Michelantonio Vassalli, Malta
- 1828 - Motti, Aforismi e Proverbii Maltesi, raccolti, interpretati e di note esplicative e filogiche corredati da Micelantonio Vassalli, Malta
- 1829 - Quatuor Evangelia et Actus Apostolorum juxta Vulgatam Romae R. Watts, London
- 1831 - Storja tas-Sultan Ciru mehuda myr-Rollin, Malta (traduction de Charles Rollin Histoire de Cyrus, 1740, Paris)